# Bouli (Rambo)
Pour les articles homonymes, voir Bouli.
Bouli est une localité située dans le département de Rambo de la province du Yatenga dans la région Nord au Burkina Faso.

## Géographie
Bouli se trouve à environ 10 km au sud-ouest du centre de Rambo, le chef-lieu du département, à 5 km au nord-ouest de Pourra et à environ 45 km au sud-est de Séguénéga.

## Santé et éducation
Le centre de soins le plus proche de Bouli est le centre de santé et de promotion sociale (CSPS) de Pourra tandis que le centre médical avec antenne chirurgicale (CMA) se trouve à Séguénéga.
Bouli possède une école primaire publique.